# Ildefonso Falcones
Ildefonso Falcones de Sierra (Barcelona, 1959) is een Spaans advocaat en auteur.
Falcones werkt in Barcelona als advocaat en leidt daar zijn eigen kantoor. Naast zijn dagelijkse werkzaamheden schreef hij in vier jaar tijd zijn debuutroman, De Kathedraal van de Zee. Dit is een historische roman die zich in de middeleeuwen in Barcelona afspeelt tegen de achtergrond van de bouw van de Santa María del Mar.
Sinds de verschijning van het boek, eind 2006, zijn er in Spanje meer dan twee miljoen exemplaren van verkocht. Intussen is het boek in allerlei talen vertaald en in meer dan 30 landen verschenen.

## Werk
- 2007: De Kathedraal van de Zee (orig.: La Catedral del Mar)
- 2009: De Hand van Fatima (orig.: La Mano de Fatima)
- 2014: Koningin op blote voeten (orig.: La Reina Descalza (2013))
- 2017: De erfgenamen (orig.: Los herederos de la tierra (2016))
- 2019: De schilder van Barcelona (orig.: El pintor de almas (2019))
- 2023: De vrouwen van de suikerrietplantage (orig: Esclava de la libertad (2022))

- Bibsys: 7057881
- Biblioteca Nacional de Chile: 000659240
- Biblioteca Nacional de España: XX1143564
- Bibliothèque nationale de France: cb15688514j (data)
- Catàleg d'autoritats de noms i títols de Catalunya: 981058513972606706
- CiNii: DA16287197
- Gemeinsame Normdatei: 132511827
- International Standard Name Identifier: 0000 0001 1773 1959
- Library of Congress Control Number: n98080864
- Nationale Bibliotheek van Letland: 000125877
- MusicBrainz: 61bc8fb5-809c-4281-a06b-065c05c4f858
- Bibliotheek van het Japanse parlement: 01199542
- Nationale Bibliotheek van Tsjechië: xx0080355
- Nationale Bibliotheek van Israël: 987007297919005171
- Nationale en Universitaire bibliotheek Zagreb: 000486089
- Nederlandse Thesaurus van Auteursnamen: 297779796
- Réseau des bibliothèques de Suisse occidentale: 02-A012801544
- Istituto Centrale per il Catalogo Unico: UBOV029551
- LIBRIS: 342503
- Système universitaire de documentation: 110989422
- Virtual International Authority File: 85830150
- WorldCat: E39PBJrGxgw8jx3pwxk9b3ChHC